# Герб Каталонии
Герб Каталонии — символ Каталонии, созданный на основе герба Королевства Арагон.
Геральдическое описание: «В золотом поле четыре червлёных столба».
Герб с таким рисунком часто называют «арагонские полосы». Он происходит от соответствующего знамени. Флаг послужил основой для символов четырёх испанских автономных областей — Каталонии, Арагона, Балеарских островов и Валенсии, а также сотен гербов и флагов административных единиц, которые расположены как в этих областях, так и за пределами Испании в землях, некогда входивших в Арагонское государство.

## История
Герб Арагона и Каталонии является одним из самых старых гербов в Европе. Существует легенда о происхождении герба — одна из самых знаменитых в истории геральдики. Во второй половине IX века норманнские воины в поисках лёгкой добычи и приключений наводнили своими разбойничьими отрядами побережья Испании. В боях с норманнами владетель Арагона граф Барселонский Вифред Волосатый явил чудеса храбрости и получил при этом множество ран. Прибывший на поле боя император Карл Лысый пожелал увековечить эти подвиги и, омочив руку в крови, обильно лившейся из ран Готфрида, провёл пальцами четыре полосы по золочёному княжескому щиту. По другой версии, боясь умереть неопознанным (поскольку он потерял свой щит в сражении), граф сам взял жёлтый щит, опустил четыре пальца в рану и выкрасил четыре полосы на жёлтом щите.
В действительности же герб Арагона происходит от красно-золотого знамени раннесредневекового Бургундского (Арелатского) королевства. Он впервые появился на печати графа Барселонского Рамона Беренгера IV в 1150 году. Как предгеральдический символ, красные столбы на золоте были найдены на могилах графа Рамона Беренгера II Барселонского (умер в 1082 году) и его прабабушки Эрмессенды Каркасонской (умерла в 1058 году), которая была женой графа Рамона Боррелла I, чьи могилы находятся в соборе Жироны.
Другое объяснение связывает появление арагонского герба с Ватиканом, так как красный и жёлтый были цветами епископов, а правители Барселоны и Арагона были «знаменосцами Папы Римского». Знамя с этим рисунком появилось при короле Альфонсо ІІ в 1159 году. Флаг Пано да Кункеста, который был вывешен маврами на одной из башен Валенсии в 1238 году, когда они сдались арагонскому королю Хайме I Завоевателю, является первым свидетельством использования четырёх полос на флаге, однако фон этого флага был белым, а не жёлтым.
После Сицилийской вечерни в 1282—1302 годах короли Арагона утвердились на острове Сицилия, где было образовано вассальное Королевство Сицилия, позже снова вошедшее в состав Арагона, в 1326 году — на Сардинии, а в 1442 году — в Неаполитанском королевстве. Гербом Королевства Сицилия был щит, косо разделённый на четыре части. Вверху и внизу были помещены арагонские столбы, а справа и слева — чёрные орлы в серебряном поле, которые перекликались с орлом Империи, напоминая о том, что Сицилия была владением императорского рода Гогенштауфенов.
После брака короля Фердинанда II Арагонского и Изабеллы Кастильской Кастилия и Арагон с Каталонией оказались к 1516 году объединены в Королевство Испания. Арагонские столбы вошли в сложный герб королевства, где остаются до сих пор. При этом в разные периоды они занимали разные части гербового щита.
Герб Каталонии изображается увенчанный королевской короной, поскольку эти земли считались королевскими.
Арагонское королевство формально существовало до 1714 года, когда в результате Войны за испанское наследство королём Испании под именем Филиппа V стал внук французского короля Людовика XIV. Арагонцы и каталонцы в той войне поддерживали другого претендента, Карла Австрийского, и оказались из-за этого подданными второго сорта. Политико-административные структуры Валенсии и Арагона были уничтожены, их привилегии отменены. Последний период войны ознаменовался взятием Барселоны 11 сентября 1714 года, которое стало решающей битвой войны, а для каталонцев — национальным поражением.
В 1928 году Учредительное собрание Каталонии в изгнании, созванное на Кубе утвердило флаг для Каталонской республики — эстеладу — гибрид традиционного красно-жёлтого каталонского флага с белой пятиконечной звездой в синем треугольнике слева. Данный вариант был, во многом, продиктован примером флага Кубы, а также духом успешной войны за независимость на Кубе, которая официально провозгласила создание республики 20 мая 1902 года.
Каталонский Женералитат был восстановлен в 1931 году. Его эмблемой стал традиционный золотой щит с четырьмя красными столбами, заключённый в овал и обрамлённый в углах стилизованными лавровыми листьями. Эта эмблема используется снова с 1981 года.
В гражданской войне в 1930-х годах каталонские националисты поддерживали республиканцев. После победы франкистов, каталонская автономия упразднена, язык запрещён к употреблению в публичной сфере. Со смертью диктатора Франко и перехода Испании к демократии в 1979 году, автономию восстановили, а каталанский язык получил официальный статус. Герб Каталонии снова используется, увенчанный королевской короной.

## Флаги
- Арагонское королевство
- Арагон
- Барселона
- Каталония
- Таррагона
- Балеарские острова
- Валенсия
- Восточные Пиренеи (Франция)
- Руссильон
- Сицилийское королевство
- Неаполитанское королевство (1442—1501)

## Гербы
- Королевство Арагон (щит)
- Королевство Арагон XVI—XVIII вв.
- регион Арагон
- Каталония
- Балеарские острова
- Валенсия
- Королевство Сицилия
- Восточные Перинеи